# دروزان العلياء (سقز)
قرية دروزان العلياء (بالكردية: دەرۆزان سەروو) هي إحدى القرى التابعة لـصاحب في ريف قسم زيويه من مقاطعة سقز، في محافظة كردستان الإيرانية.

## السكان
حسب إحصاءات سنة 2006، بلغ إجمالي السكان في دروزان العلياء 101 نسمة وعدد المساكن 16 مسكن. لغة سكان دروزان العلياء هي اللغة الكردية و هم من أهل السنة والجماعة والمذهب الشافعي.